# The Final
The Final je kompilacijski album dueta Wham!, ki je izšel leta 1986. Album v Severni Ameriki ni izšel, saj je tam namesto tega izšel duetov tretji in zadnji studijski album Music from the Edge of Heaven. Štiri skladbe z albuma Music from the Edge of Heaven vsebuje tudi kompilacija The Final. Za mnoge poslušalce ostaja The Final edina kompilacija dueta, ki vsebuje vse njune hite, večino v single verzijah. Dvojna LP plošča in kaseta vsebujeta vse 12" mikse dueta, razen skladbe »Freedom«, vsebujeta pa tudi B-stran singla »Club Tropicana«, »Blue (Armed with Love)«. Te skladbe ni na zgoščenki in je bila spregledana pri remasteringu. Tako ostaja na zgoščenki dosegljiva le na japonskem CD singlu »Club Tropicana«.
Deluxe verzija albuma na zgoščenki in DVD-ju je izšla novembra 2011. DVD vsebuje vse videospote dueta. Seznam videospotov je skoraj povsem identičen s seznamom skladb na zgoščenki z razliko skladbe »Battlestations«, ki je izšla kot B-stran in ne kot uradni single. Zgoščenka ne vsebuje skladbe »Blue (Armed with Love)« in podaljšanih miksov.

## Seznam skladb
Vse skladbe je napisal George Michael, razen kjer je posebej označeno.

### Dvojna LP plošča/Kaseta
| Stran 1 | Stran 1                                             | Stran 1                         | Stran 1 |
| Št.     | Naslov                                              | Pisec                           | Dolžina |
| ------- | --------------------------------------------------- | ------------------------------- | ------- |
| 1.      | „Wham Rap! (Enjoy What You Do)‟ (Special US Re-Mix) | George Michael, Andrew Ridgeley | 6:43    |
| 2.      | „Young Guns (Go for It!)‟ (12" verzija)             |                                 | 5:09    |
| 3.      | „Bad Boys‟ (12" verzija)                            |                                 | 4:52    |
| 4.      | „Club Tropicana‟                                    | Michael, Ridgeley               | 4:25    |

| Stran 2 | Stran 2                          | Stran 2           | Stran 2 |
| Št.     | Naslov                           | Pisec             | Dolžina |
| ------- | -------------------------------- | ----------------- | ------- |
| 5.      | „Wake Me Up Before You Go-Go‟    |                   | 3:51    |
| 6.      | „Careless Whisper‟ (12" verzija) | Michael, Ridgeley | 6:30    |
| 7.      | „Freedom‟ (7" verzija)           |                   | 5:20    |
| 8.      | „Last Christmas‟ (Pudding Mix)   |                   | 6:47    |

| Stran 3 | Stran 3                                 | Stran 3 |
| Št.     | Naslov                                  | Dolžina |
| ------- | --------------------------------------- | ------- |
| 9.      | „Everything She Wants‟ (Remix)          | 6:30    |
| 10.     | „I'm Your Man‟ (Podaljšana stimulacija) | 6:50    |
| 11.     | „Blue (Armed with Love)‟                | 3:50    |

| Stran 4 | Stran 4                    | Stran 4            | Stran 4 |
| Št.     | Naslov                     | Pisec              | Dolžina |
| ------- | -------------------------- | ------------------ | ------- |
| 12.     | „A Different Corner‟       |                    | 3:59    |
| 13.     | „Battlestations‟           |                    | 5:27    |
| 14.     | „Where Did Your Heart Go?‟ | David Was, Don Was | 5:45    |
| 15.     | „The Edge of Heaven‟       |                    | 4:37    |

### Zgoščenka
| \| Št. \| Naslov \| Pisec \| Z albuma \| Dolžina \| \| --- \| --------------------------------------------------- \| ------------------------------- \| ------------- \| ------- \| \| 1. \| „Wham Rap! (Enjoy What You Do)‟ (Special US Re-Mix) \| George Michael, Andrew Ridgeley \| Fantastic \| 6:43 \| \| 2. \| „Young Guns (Go for It!)‟ (12" verzija) \| \| Fantastic \| 5:09 \| \| 3. \| „Bad Boys‟ (12" verzija) \| \| Fantastic \| 4:52 \| \| 4. \| „Club Tropicana‟ \| Michael, Ridgeley \| Fantastic \| 4:25 \| \| 5. \| „Wake Me Up Before You Go-Go‟ \| \| Make It Big \| 3:51 \| \| 6. \| „Careless Whisper‟ (12" verzija) \| Michael, Ridgeley \| Make It Big \| 6:30 \| \| 7. \| „Freedom‟ (7" verzija) \| \| Make It Big \| 5:20 \| \| 8. \| „Last Christmas‟ (Pudding Mix) \| \| Prej neizdana \| 6:47 \| \| 9. \| „Everything She Wants‟ (Remix) \| \| Make It Big \| 6:30 \| \| 10. \| „I'm Your Man‟ (Podaljšana stimulacija) \| \| Prej neizdana \| 6:50 \| \| 11. \| „A Different Corner‟ \| \| Prej neizdana \| 3:59 \| \| 12. \| „Battlestations‟ \| \| Prej neizdana \| 5:27 \| \| 13. \| „Where Did Your Heart Go?‟ \| David Was, Don Was \| Prej neizdana \| 5:45 \| \| 14. \| „The Edge of Heaven‟ \| \| Prej neizdana \| 4:37 \| |                                                     |                                 |               |         |
| Št. | Naslov                                              | Pisec                           | Z albuma      | Dolžina |
| 1. | „Wham Rap! (Enjoy What You Do)‟ (Special US Re-Mix) | George Michael, Andrew Ridgeley | Fantastic     | 6:43    |
| 2. | „Young Guns (Go for It!)‟ (12" verzija)             |                                 | Fantastic     | 5:09    |
| 3. | „Bad Boys‟ (12" verzija)                            |                                 | Fantastic     | 4:52    |
| 4. | „Club Tropicana‟                                    | Michael, Ridgeley               | Fantastic     | 4:25    |
| 5. | „Wake Me Up Before You Go-Go‟                       |                                 | Make It Big   | 3:51    |
| 6. | „Careless Whisper‟ (12" verzija)                    | Michael, Ridgeley               | Make It Big   | 6:30    |
| 7. | „Freedom‟ (7" verzija)                              |                                 | Make It Big   | 5:20    |
| 8. | „Last Christmas‟ (Pudding Mix)                      |                                 | Prej neizdana | 6:47    |
| 9. | „Everything She Wants‟ (Remix)                      |                                 | Make It Big   | 6:30    |
| 10. | „I'm Your Man‟ (Podaljšana stimulacija)             |                                 | Prej neizdana | 6:50    |
| 11. | „A Different Corner‟                                |                                 | Prej neizdana | 3:59    |
| 12. | „Battlestations‟                                    |                                 | Prej neizdana | 5:27    |
| 13. | „Where Did Your Heart Go?‟                          | David Was, Don Was              | Prej neizdana | 5:45    |
| 14. | „The Edge of Heaven‟                                |                                 | Prej neizdana | 4:37    |

### DVD
| Seznam videospotov |  |
| --- |  |
| 1. »Wham Rap! (Enjoy What You Do?)« (Michael, Ridgeley) 2. »Young Guns (Go for It!)« 3. »Bad Boys« 4. »Club Tropicana« (Michael, Ridgeley) 5. »Wake Me Up Before You Go-Go« 6. »Careless Whisper« (Michael, Ridgeley) 7. »Freedom« 8. »Last Christmas« 9. »Everything She Wants« (Remix) 10. »I'm Your Man« 11. »A Different Corner« 12. »Where Did Your Heart Go?« (Was, Was) 13. »The Edge of Heaven« |  |

### VHS
| Seznam videospotov |  |
| --- |  |
| 1. »Freedom« (ni izšel na britanski verziji) 2. »I'm Your Man« (ni izšel na britanski verziji) 3. »The Edge of Heaven« 4. »A Different Corner« 5. »Where Did Your Heart Go?« |  |

## Lestvice
| Lestvica (1986)                 | Najvišja uvrstitev |
| ------------------------------- | ------------------ |
| Avstralija (Kent Music Report)  | 5                  |
| Avstrija                        | 3                  |
| Francija (SNEP)                 | 13                 |
| Italija                         | 2                  |
| Japonska (Oricon)               | 11                 |
| Nizozemska                      | 1                  |
| Norveška (VG-lista)             | 7                  |
| Nova Zelandija                  | 1                  |
| Švedska                         | 16                 |
| Švica                           | 2                  |
| Zahodna Nemčija (Media Control) | 2                  |
| Združeno kraljestvo             | 2                  |

| Lestvica (1986) | Mesto |
| --------------- | ----- |
| Avstralija      | 49    |
| Avstrija        | 21    |
| Francija        | 32    |
| Italija         | 20    |
| Nizozemska      | 3     |

| Lestvica (1989) | Mesto |
| --------------- | ----- |
| Nizozemska      | 95    |

## Certifikati
| Regija                    | Certifikat | Prodaja |
| ------------------------- | ---------- | ------- |
| Francija (SNEP)           | Platinast  | 392,200 |
| Hongkong (IFPI Hong Kong) | Platinast  | 20,000  |
| Japonska (RIAJ)           | Platinast  | 147,000 |
| Nemčija (BVMI)            | Zlat       | 250,000 |
| Nova Zelandija (RMNZ)     | Platinast  | 15,000  |
| Združeno kraljestvo (BPI) | Platinast  | 300,000 |